# Rue Anselme-Payen
La rue Anselme-Payen est une voie du 15e arrondissement de Paris, en France.

## Situation et accès
La rue Anselme-Payen est une voie publique située dans le 15e arrondissement de Paris. Elle débute au 6, rue Vigée-Lebrun et se termine au 112, rue Falguière.

## Origine du nom

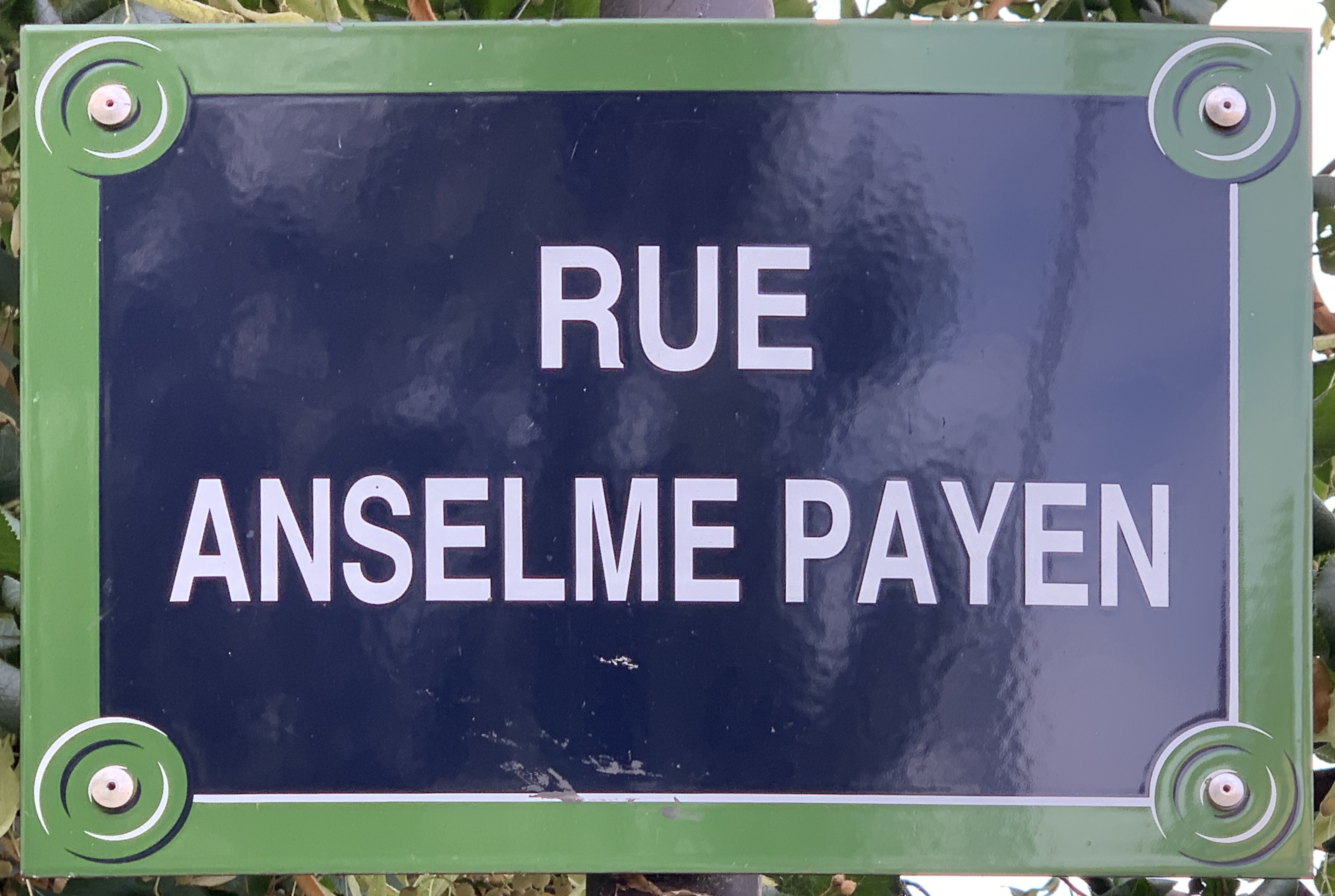
Plaque de la rue.

Elle porte le nom du chimiste français Anselme Payen (1795-1871). 

## Historique
Cette voie créée en 1972 par la SEMEA 15 dans le cadre du réaménagement du secteur Procession et qui avait été provisoirement dénommée « AL/15 » prend son nom actuel le 6 avril 1973.